# Босуорт, Уильям Уэллс
Уильям Уэллс Босуорт (англ. William Welles Bosworth ; 8 мая 1869, Мариетта, округ Вашингтон, Огайо — 3 июня 1966, Вокрессон, Иль-де-Франс, Франция) — американский архитектор. Член Национальной академии дизайна (с 1918).

## Биография

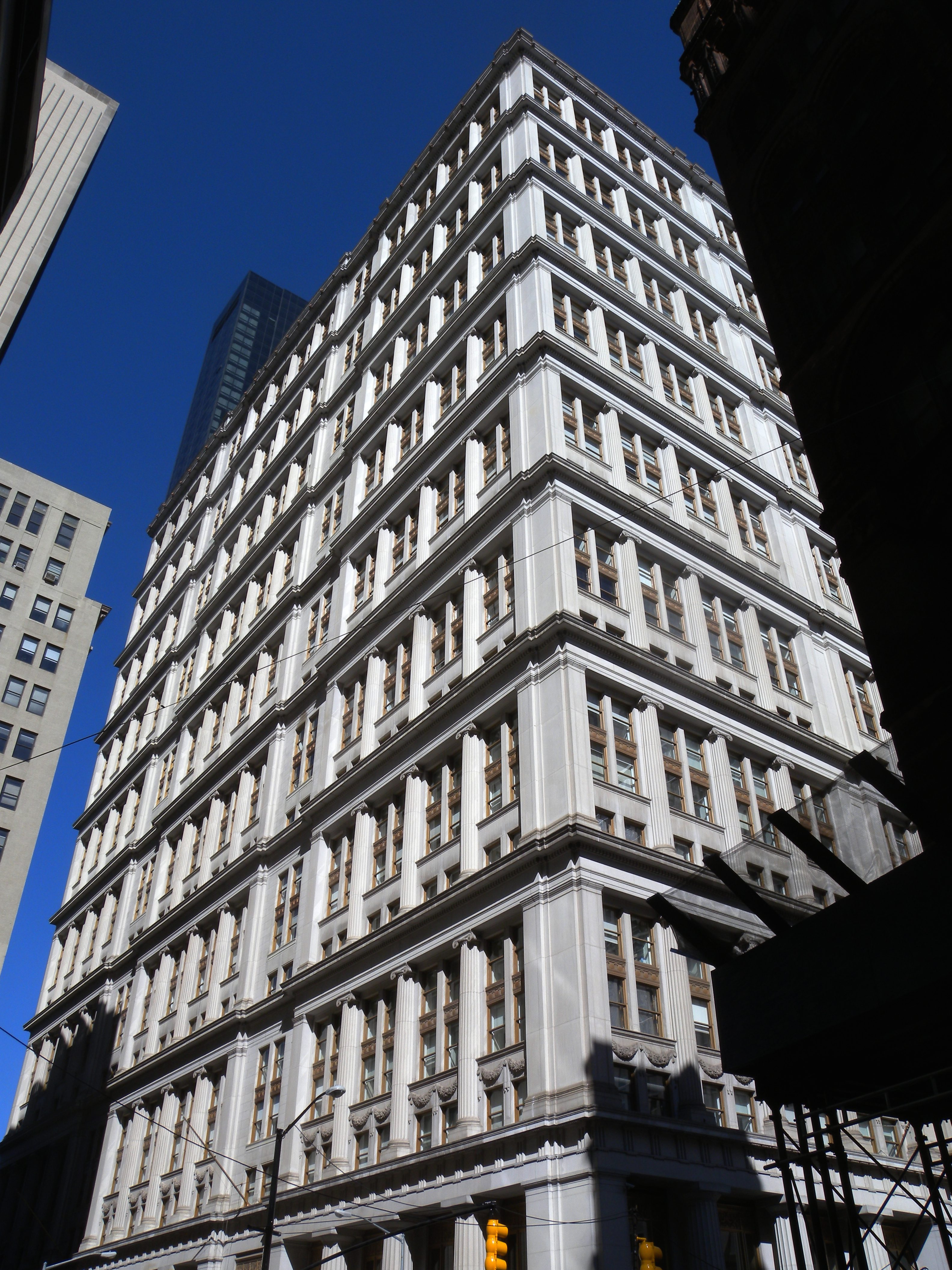
Фасад бывшей штаб-квартиры AT&T на Бродвей, 195 выходящий на Дей-стрит (Манхэттен), один из первых небоскрёбов на Бродвее

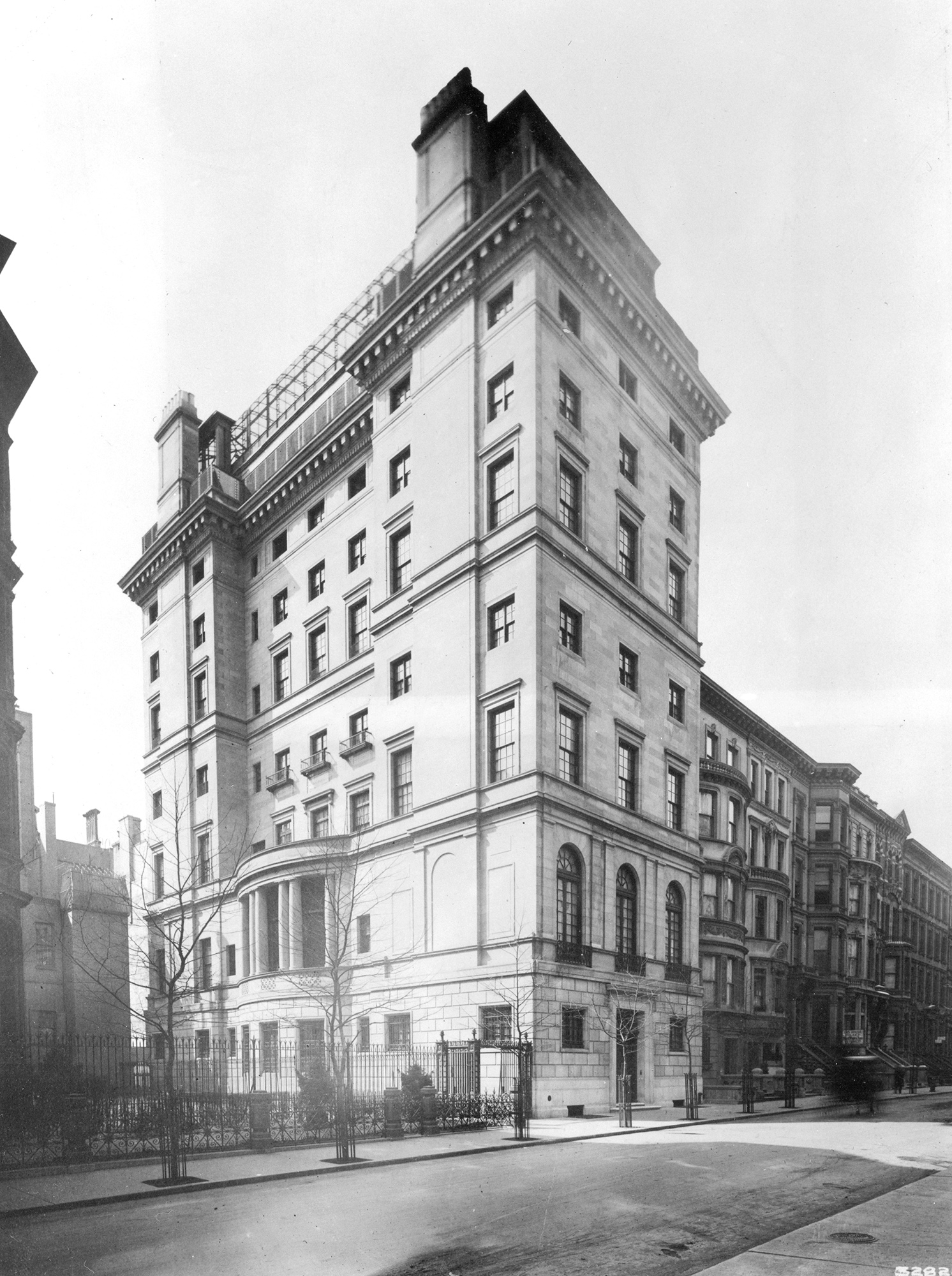
Офис Джона Дэвисона Рокфеллера (младшего) в Нью-Йорке

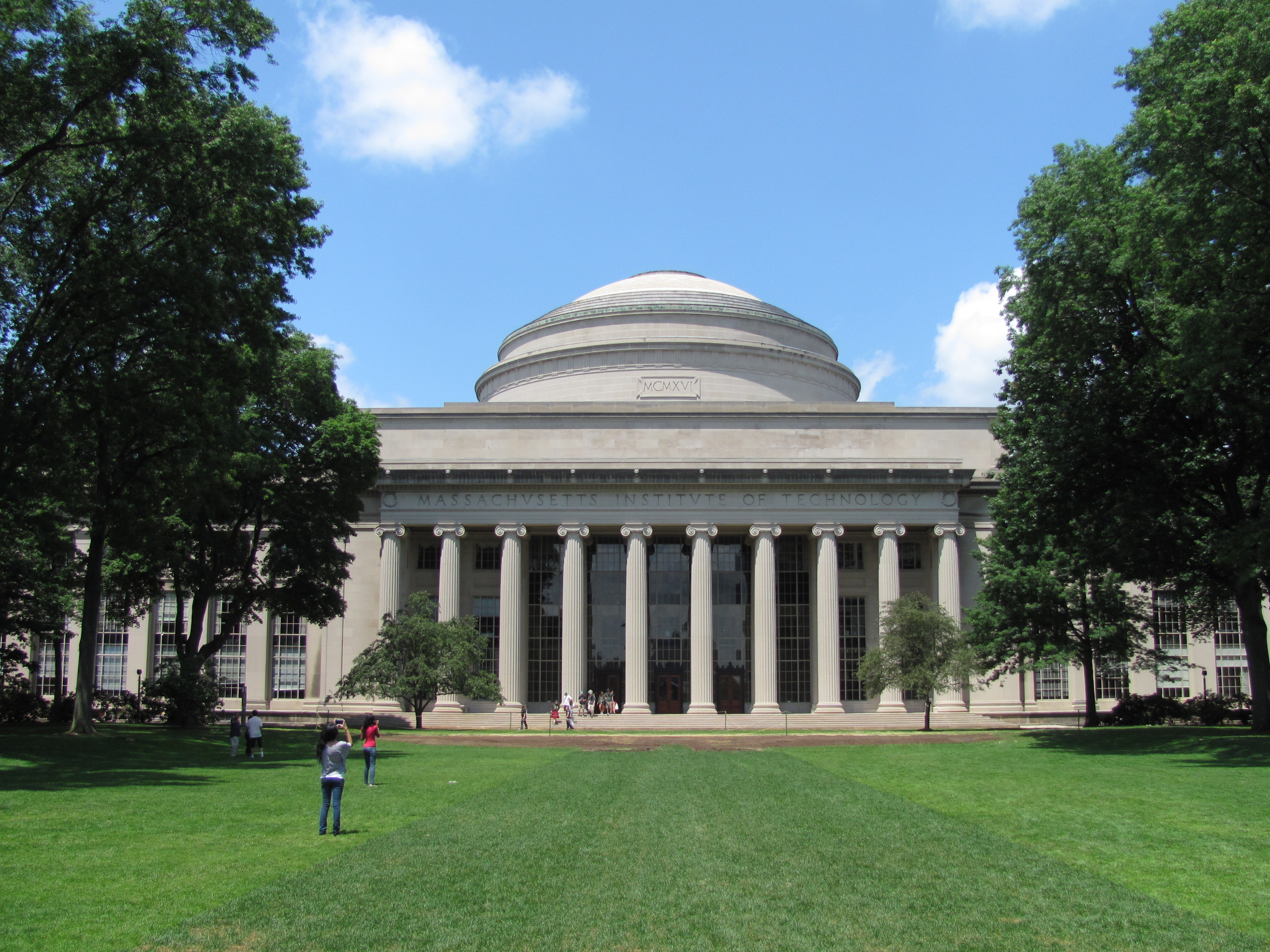
Кампус Массачусетского технологического института

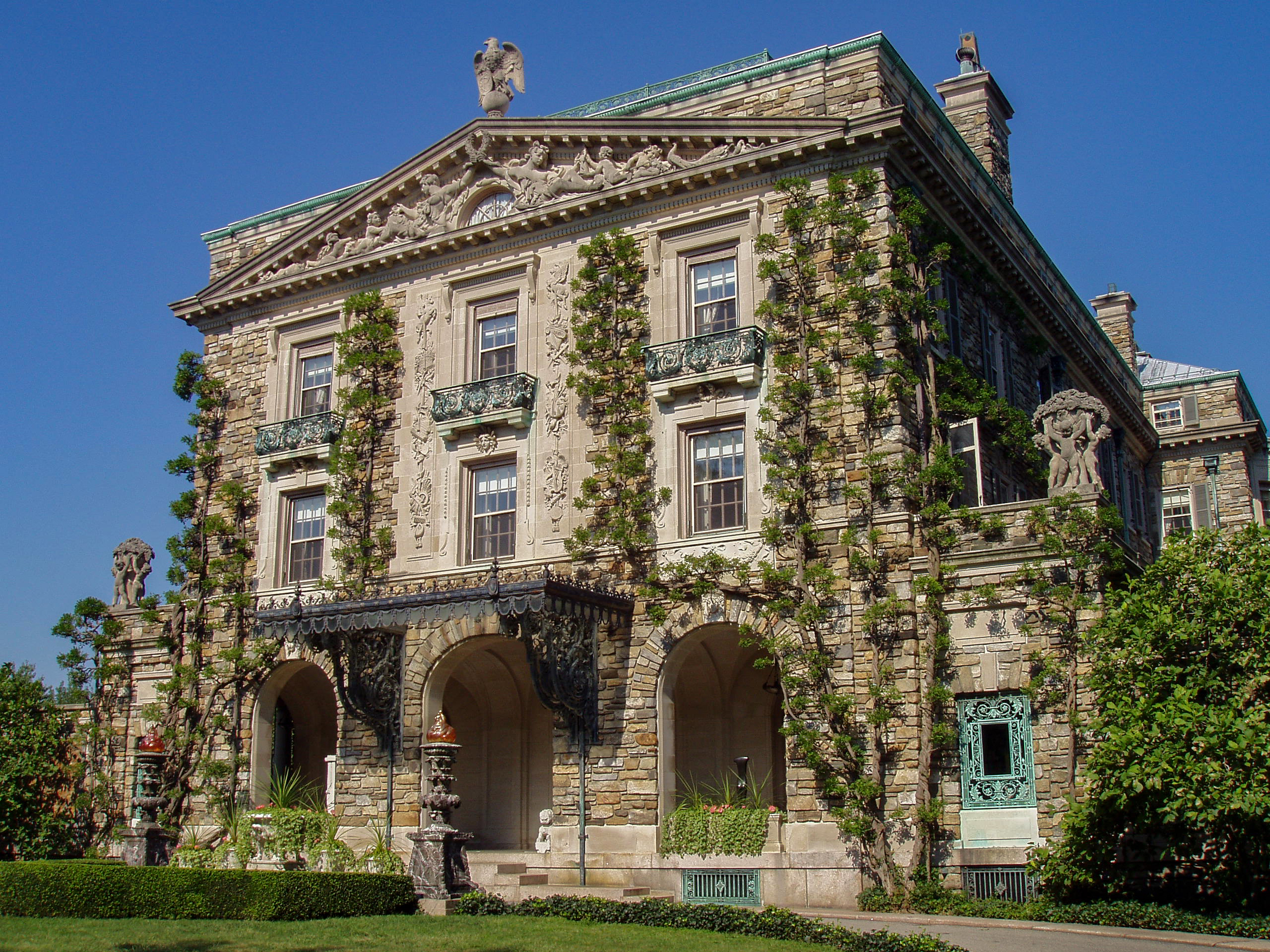
Поместье Джона Д. Рокфеллера

Получил архитектурное образование в Массачусетском технологическом институте. Совершил поездку в Европу. В 1896 году отправился в Париж, где продолжил учёбу в Школе изящных искусств.
Дальнейшая карьера Босуорта была связан с Парижем и Джоном Дэвисоном Рокфеллером (младшим), который поручил ему реставрацию Версальского дворца, Дворца Фонтенбло и восстановлении крыши собора Нотр-Дам-де-Реймс, проекты, которыми интересовался Рокфеллер и которые он финансировал. Был генеральным секретарём «Французско-американского комитета по восстановлению памятников», комитета, созданного Рокфеллером (младшим).
Принимал активное участие в активизации деятельности американской колонии в Париже, в 1935 году основал Парижский университетский клуб. Во время Второй мировой войны Босуорт был председателем парижского комитета Американского добровольческого корпуса скорой помощи. В 1945 году стал членом Академии изящных искусств. В 1949 году возглавил сбор средств для восстановления коммуны Вимутье, которая была полностью разрушена бомбардировкой союзников во время битвы за Нормандию. Эта деятельность принесли ему большое признание во Франции.